# Tanger-Mittel- und Unterlauf
Der Tanger-Mittel- und Unterlauf ist ein FFH-Gebiet in den Städten Tangerhütte, Tangermünde und Stendal im Landkreis Stendal in Sachsen-Anhalt.

## Allgemeines
Das FFH-Gebiet besteht aus einem circa 16 Hektar großen, flächenhaften Teil sowie linienhaften Teilen mit einer Gesamtlänge von circa 59 Kilometern (beim Bundesamt für Naturschutz ist die Größe mit 74 Hektar angegeben.). Das Gebiet grenzt an das FFH- und EU-Vogelschutzgebiet „Mahlpfuhler Fenn“, das FFH-Gebiet „Süppling westlich Weißewarte“ und das FFH-Gebiet „Elbaue zwischen Derben und Schönhausen“ bzw. EU-Vogelschutzgebiet „Elbaue Jerichow“. Ein Abschnitt des FFH-Gebietes überschneidet sich mit dem Naturschutzgebiet „Mahlpfuhler Fenn“. Weiterhin überlagern sich Teile des Gebietes mit den Landschaftsschutzgebieten „Uchte-Tangerquellen und Waldgebiete nördlich Uchtspringe“ und „Tanger-Elbniederung“. Der sich mit dem Landschaftsschutzgebiet „Tanger-Elbniederung“ überschneidende Bereich des FFH-Gebietes liegt innerhalb des Biosphärenreservats Mittelelbe. Es ist durch die Landesverordnung zur Unterschutzstellung der Natura 2000-Gebiete im Land Sachsen-Anhalt (N2000-LVO LSA) seit dem 21. Dezember 2018 rechtlich gesichert. Zuständige untere Naturschutzbehörde ist der Landkreis Stendal.

## Beschreibung
Das FFH-Gebiet liegt südlich von Stendal. Es umfasst den Flusslauf des Tangers mit Nebenarmen und ihm zulaufenden Bächen. Im Einzelnen sind dies der Vereinigte Tanger bis zur Mündung in die Elbe, der von ihm westlich von Bölsdorf abzweigende Tanger-Arm bis zum Bölsdorfer Tanger, der dem Vereinigten Tanger südlich von Demker zufließende Pietzengraben, der Abschnitt des Mahlwinkler bzw. Tangerhütter Tanger von der Grenze des FFH-Gebietes „Süppling westlich Weißewarte“ bis zum Zusammenfluss mit dem Lüderitzer Tanger, der Lüderitzer Tanger von südlich Wittenmoor sowie die ihm zufließenden Dollgraben, Karrenbach und Schernebecker Mühlengraben jeweils bis zum FFH- und EU-Vogelschutzgebiet „Mahlpfuhler Fenn“, dem Flötgraben ab etwas oberhalb der Querung durch die Landesstraße 53, dem Blindegraben (teilweise auch als Brunkauer Tanger bezeichnet) ab Brunkau und ein weiterer, dem Lüderitzer Tanger nordöstlich von Schernebeck zufließender Graben. Lediglich bei Brunkau ist ein circa 16 Hektar großer, flächenhafter Bereich in das FFH-Gebiet einbezogen, der größtenteils bewaldet ist.
Die Fließgewässer durchfließen überwiegend durch landwirtschaftliche Nutzflächen geprägte Bereiche. Sie werden dabei vielfach von Gehölzen in Form von Erlen-Eschen-Galeriewäldern und Weiden-Gehölzen begleitet und verfügen über flutende Wasservegetation mit Einfachem Igelkolben, Pfeilkraut, Schwanenblume und Gelber Teichrose. Im oberen Bereich des Tangers und seinen Nebenläufen sind kleinflächig auch gewässerbegleitende, feuchte Hochstaudenfluren ausgebildet. Im bewaldeten Bereich bei Brunkau stocken Erlen-Eschen-Wäldern und Eichenwälder. Im Bereich des Tangermünder Hafens sind Schlammbänke ausgebildet.
Die Fließgewässer beherbergen Vorkommen unter anderem von Steinbeißer, Schlammpeitzger, Bitterling und Rapfen. Sie sind Lebensraum und Wanderkorridor für Biber und Fischotter. Die Eichenwälder bei Brunkau beherbergen Vorkommen des Hirschkäfers. Ein in dem Wald liegender Weiher ist Lebensraum für Kammmolch und Moorfrosch.
Das FFH-Gebiet wird von mehreren Verkehrswegen gequert, darunter die Bundesstraße 189 sowie die im Bau befindliche Bundesautobahn 14 bei Lüderitz und die Landesstraße 31 bei Tangermünde. Südwestlich von Demker quert die Bahnstrecke Magdeburg–Wittenberge das FFH-Gebiet.